# Ribeira Grande (São Caetano)
Ribeira Grande é um curso de água português localizado no concelho da Madalena, ilha do Pico, arquipélago dos Açores.
Este curso de água tem origem a uma cota de altitude de cerca de 1000 metros, na cercania da elevação do Queiró. Desagua no Oceano Atlântico entre as localidades da São Caetano e Terra do Pão.
Atravessa, tal como a sua congénere, a Ribeira Nova uma área densamente florestada onde se encontra uma rica e variada floresta típica da macaronésia.